# Opsamates dimidiatus
Opsamates dimidiatus är en skalbaggsart som beskrevs av Waterhouse 1879. Opsamates dimidiatus ingår i släktet Opsamates och familjen långhorningar.
Artens utbredningsområde är Madagaskar. Inga underarter finns listade i Catalogue of Life.